# Extravehicular Mobility Unit

Podstawowe części budowy.

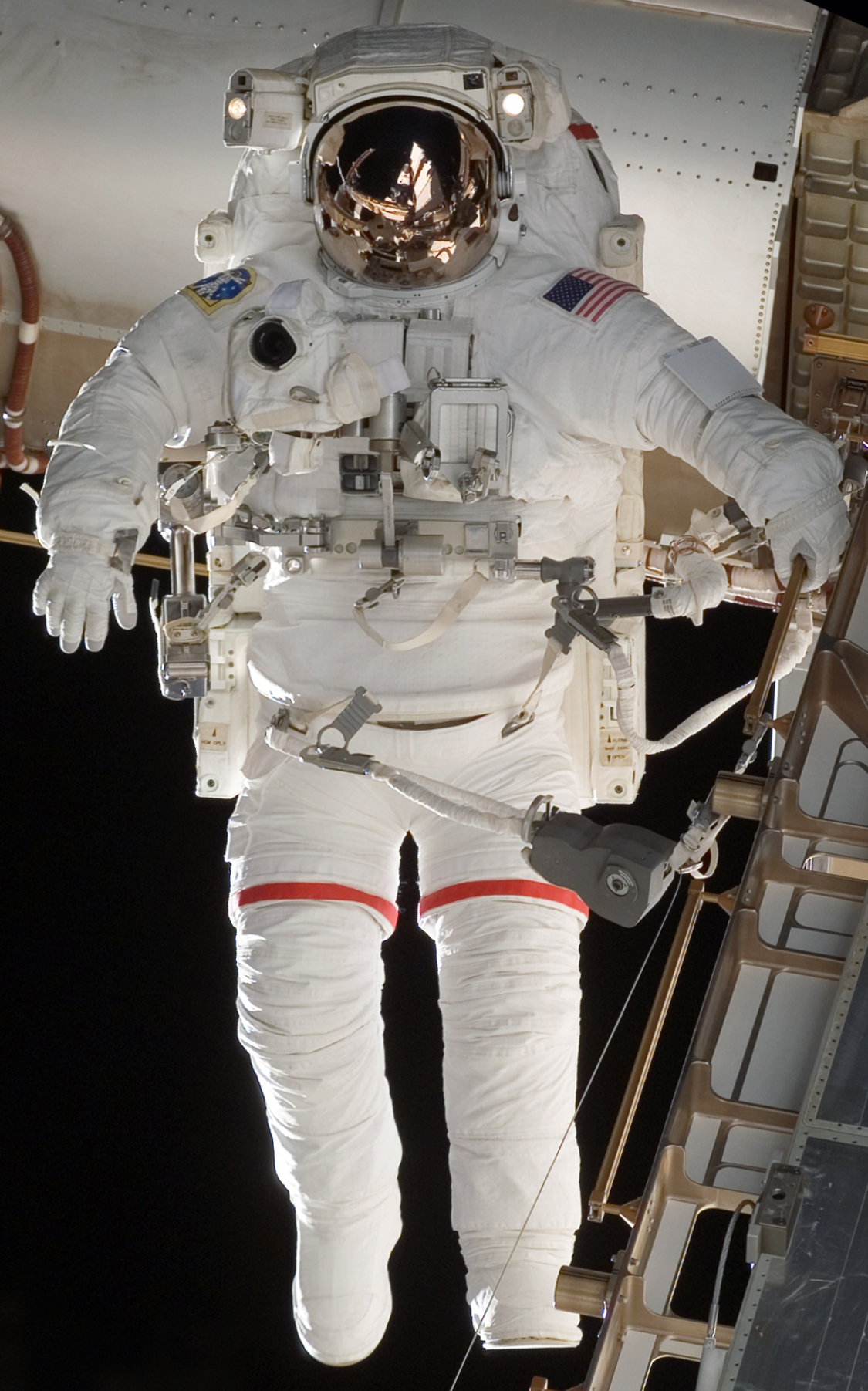
Rozszerzony skafander EMU. Skafandry są białe aby odbijać ciepło i odróżniać się na czarnym tle przestrzeni; czerwone paski pozwalają odróżnić astronautów.

Space Shuttle/International Space Station Extravehicular Mobility Unit (EMU) – samodzielny, antropomorficzny system, który zapewnia ochronę środowiskową, mobilność, podtrzymywanie życia i komunikację dla członków załogi wahadłowców kosmicznych lub Międzynarodowej Stacji Kosmicznej, wykonujących spacery kosmiczne. Jest to dwuczęściowy półsztywny skafander i obecnie jeden z dwóch skafandrów kosmicznych używanych przez załogę Międzynarodowej Stacji Kosmicznej, drugim jest rosyjski skafander Orłan.

## Elementy skafandra

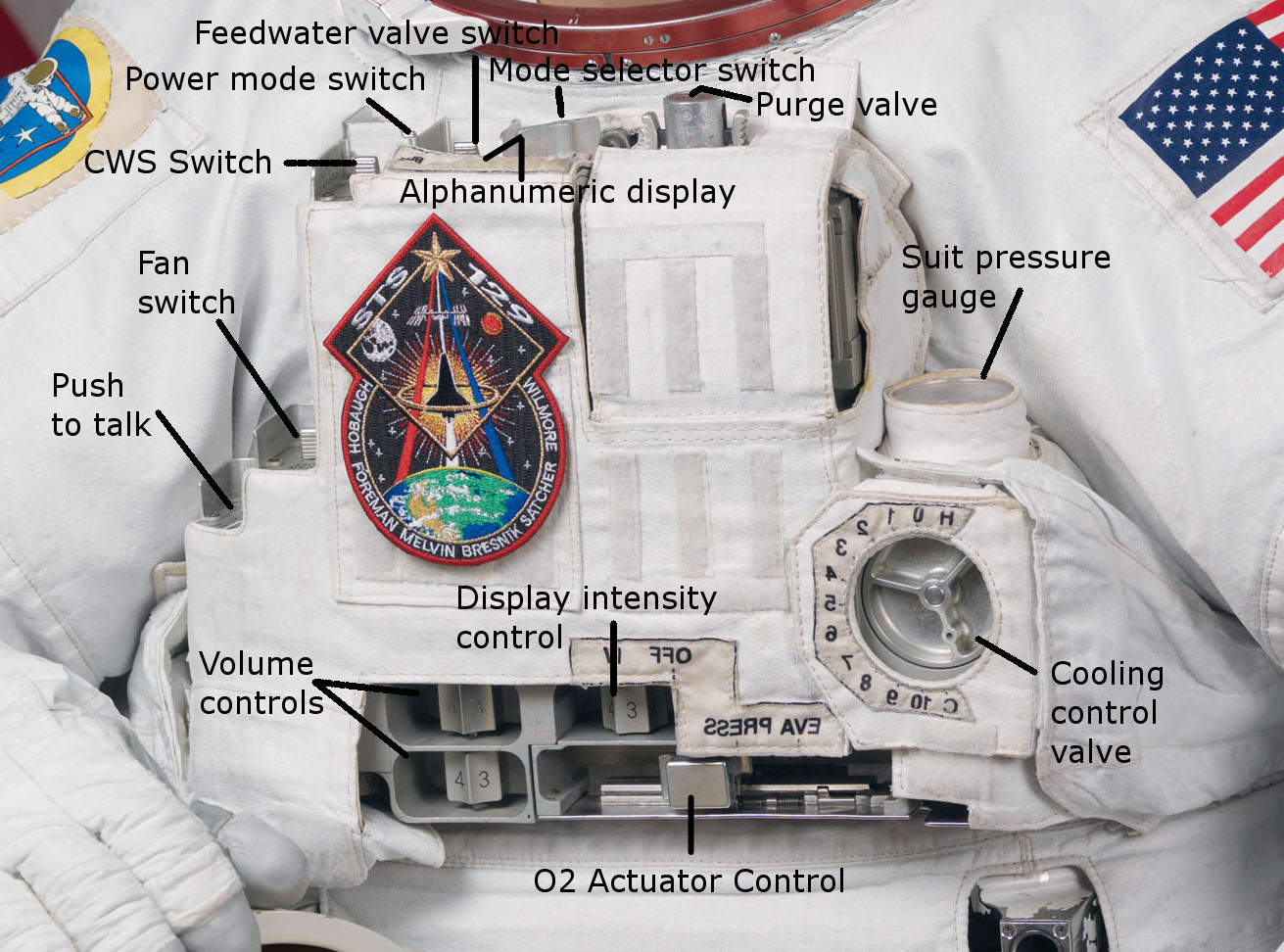
EMU Display and Control Module (DCM).

EMU, podobnie jak skafandry Apollo/Skylab A7L, był rezultatem wielu lat badań i rozwoju. Składa się z konstrukcji Twardego Górnego Torsu (HUT), Podstawowego Systemu Podtrzymywania Życia (PLSS), który zawiera system podtrzymywania życia i systemy elektryczne, sekcji ramion, rękawic, hełmu "bańki" w stylu Apollo, osłony przeciwsłonecznej (EVVA) i Miękkiej Konstrukcji Torsu (LTA), połączonej z Uszczelką Zamknięcia Ciała (BSC), łożyskiem talii, osłoną krocza, nogawkami i butami. Przed założeniem ciśnieniowej części ubioru, członkowie załogi przywdziewają Odzież Maksymalnej Absorpcji (MAG) (zasadniczo zmodyfikowana "Zależna" pielucha do zbierania moczu - Urządzenie Zbierania Moczu lub UCDs, obecnie nie używana) i ewentualnie Bieliznę Kontroli Termicznej (kalesony). Ostatnim elementem przed założeniem ciśnieniowego skafandra jest Odzież Chłodzenia Cieczą i Wentylacji (LCVG), która posiada jasne, plastikowe rurki przez które przepływa chłodziwo (woda) regulujące temperaturę ciała oraz rurę wentylacyjną do usuwania powstających gazów.
Po założeniu LCVG astronauta nakłada LTA. Astronauta wchodzi następnie do śluzy, przywdziewa HUT, podłącza pępowinę LCVG do pępowiny w HUT'ie, a następnie dwie części skafandra są łączone razem za pomocą Uszczelki Zamknięcia Ciała. Po włączeniu i sprawdzeniu skafandra, astronauta zakłada urządzenie pełniące funkcję hełmofonu, tzw. "czapkę Snoopy" - brązowo-białą czapkę pochodzącą z czasów programu Apollo - która zawiera parę słuchawek i mikrofon, umożliwiające astronautom w trakcie EVA komunikację z pozostałymi członkami załogi, przebywającymi na pokładzie orbitera i kontrolą naziemną w Houston. Po założeniu "czapki Snoopy", rękawic i hełmu skafander jest zamykany i wytwarza się w nim ciśnienie. Regulator i wentylatory skafandra są aktywowane, gdy serwisowe pępowiny są odłączone i wewnętrzne ciśnienie skafandra osiągnie 4,3 psi. Typowy EMU może zapewniać astronaucie wsparcie przez 8,5 godziny, z 30 minutową rezerwą na wypadek awarii podstawowego systemu podtrzymywania życia. Aby wykonać spacer kosmiczny z pokładu wahadłowca, ciśnienie kabiny jest zmniejszane z 14,7 psi do 10,2 psi na 24 godziny, po czym astronauci muszą wstępnie oddychać przez 45 minut. W przypadku załogi ISS astronauci muszą wstępnie oddychać przez około 4 godziny.

## Specyfikacja
Nazwa: Baseline Extravehicular Mobility Unit Spacesuit
Producent: International Latex Corporation (ILC) Dover i Hamilton Standard (podstawowy system podtrzymywania życia)
Misje: STS-6 (1983) do STS-110 (2002)
Funkcja: orbitalny spacer kosmiczny
Ciśnienie operacyjne: 4,3 psi (29,6 kPa)
Masa skafandra EVA: 109 lb (49,4 kg)
Całkowita masa skafandra EVA na wyposażeniu wahadłowca: 254 lb (115 kg)
Podstawowe podtrzymywanie życia: 8 godzin (480 minut)
Zapasowe podtrzymywanie życia: 30 minut
Nazwa: Enhanced Extravehicular Mobility Unit Spacesuit
Producent: International Latex Corporation (ILC) Dover, Hamilton Standard (podstawowy system podtrzymywania życia) i NASA (SAFER)
Misje: 1998 do teraz
Funkcja: orbitalny spacer kosmiczny
Ciśnienie operacyjne: 4,3 psi (29,6 kPa)
Masa skafandra EVA: 122 lb (55,3 kg)
Całkowita masa skafandra EVA na wyposażeniu wahadłowca: 275 lb (124,7 kg)
Całkowita masa skafandra EVA na wyposażeniu ISS: 319 lb (145 kg)
Podstawowe podtrzymywanie życia: 8 godzin (480 minut)
Zapasowe podtrzymywanie życia: 30 minut

## Produkcja
Elementy i akcesoria EMU (PLSS, hełm, czapka komunikacyjna oraz obręcze blokujące hełm i rękawice) są produkowane przez Hamilton Sundstrand, oddział United Technologies z Windsor Locks (Connecticut), podczas gdy miękkie komponenty skafandra (ramiona HUT'a i cały LTA) są produkowane przez ILC Dover z Frederica (Delaware). Dwie firmy rywalizujące na początku programu Apollo o kontrakt na budowę skafandra kosmicznego "Block II" (spacery księżycowe), podjęły w 1974 współpracę przeciwko David Clark Company i Garrett AiResearch przy konstrukcji i rozwoju EMU. Podczas Apollo, w A7L produkowanych przez ILC Dover stosowano plecak podtrzymywania życia, który był elementem księżycowego zestawu pozapojazdowego. Stosowano również hełm i obręcze blokujące dostarczane przez Hamilton United, ale pierwotnie ILC Dover miała dostarczać tylko ramiona i nogawki skafandra, podobny proces trwa nadal.

## Historia
Po otrzymaniu kontraktu na budowę EMU w 1974, Hamilton United i ILC Dover dostarczyły pierwszą jednostkę EMU do NASA w 1982 roku. W fazie badań i rozwoju (1975–1980) testowano odporność skafandra na ogień oraz przeprojektowano wentylator cyrkulacji powietrza. Pierwszy EMU poleciał z misją STS-4 w lipcu 1982, podczas której astronauci ćwiczyli zakładanie i dopasowywanie skafandra w śluzie wahadłowca kosmicznego. Pierwszy spacer kosmiczny z wahadłowca miał odbyć się podczas STS-5, do czego jednak nie doszło z powodu awarii zasilania wentylatora cyrkulacyjnego. Do pierwszego spaceru z użyciem nowego EMU doszło w trakcie STS-6, gdy Story Musgrave i Donald Peterson wyszli do ładowni wahadłowca Challenger i przetestowali techniki obniżania podstawki startowej górnego stopnia na paliwo stałe używanej do wynoszenia TDRS-A (Tracking and Data Relay Satellite) na orbitę geostacjonarną.
Inne spacery były dalej wykonywane z pokładu wahadłowców, zwłaszcza podczas: STS-41-B (pierwszy lot z użyciem Załogowej Jednostki Manewrowania (MMU)), STS-41-C (misja naprawcza Solar Max) i STS-51-A (gdzie zostały zabrane i wróciły na Ziemię dwa niedziałające satelity), ale większość EMU wykorzystywano podczas misji serwisowych Kosmicznego Teleskopu Hubble'a. W trakcie tych lotów, dwaj wyznaczeni do spaceru astronauci wychodzili z orbitera, do czego NASA wymagała czterech typów skafandra (razem z częściami naprawczymi). Przed rozpoczęciem budowy ISS w listopadzie 1998 przeprowadzono ze śluzy wahadłowca kosmicznego 41 spacerów z użyciem EMU.
Wraz z budową ISS, Hamilton Sundstrand i ILC Dover udoskonalili istniejące EMU stosowany w wahadłowcach tworząc skafander modułowy. Pozwoliło to na pozostawienie EMU na pokładzie ISS do dwóch lat oraz dostosowywanie na orbicie rozmiaru dla poszczególnych członków załogi. Postanowiono również zwiększyć pojemność baterii Simplified Aid for EVA Rescue (SAFER), ulepszyć kamery i radia oraz wprowadzono nowy system ostrzeżeń i uwag. Inne funkcje wprowadzono w skafandrach ISS, w tym dodatkowe baterie ogrzewaczy wbudowanych w rękawice, pozwalające utrzymać astronautom ciepłotę rąk podczas nocnych fragmentów każdej 95 minutowej orbity. 
Obecnie ISS EMU i rosyjski Orlan są używane przez załogi wszystkich narodowości na Międzynarodowej Stacji Kosmicznej. Dwa EMU są przechowywane w Quest Joint Airlock.

## Przyszłość
NASA będzie korzystała z EMU do końca budowy ISS, program wahadłowców już się zakończył. Przygotowując się do mającego rozpocząć się programu Constellation, obejmującego ISS, Księżyc oraz Marsa, NASA planowała zastąpić EMU i skafander ciśnieniowy ACES nowym systemem skafandrów kosmicznych Constellation, który wywodzi się ze skafandrów ACES oraz rozwijanych i testowanych przez ILC skafandrów kosmicznych Mark III oraz I-Suit.
W nowym skafandrze, który jest w stanie, w zależności od konfiguracji, chronić astronautów podczas startu, nagłych wypadków w trakcie lotu, wejścia w atmosferę i lądowania oraz stanu mikrograwitacji i spacerów księżycowych, planowano zastosowanie sprzętu i modułowej budowy używanych w skafandrach ACES i EMU. 11 czerwca 2008 roku, NASA przyznała Oceaneering International kontrakt na rozwój i produkcję nowych skafandrów, David Clark Company i United Space Alliance stali dwojgiem z siedmiu realizatorów nowego przedsięwzięcia. Oceaneering pokonało współpracujące Hamilton Sundstrand/ILC Dover w kwestii budowy nowych skafandrów kosmicznych.
Jednak 15 sierpnia 2008 roku w komunikacie prasowym NASA stwierdzono, że kwestia zgodności wymaga rozwiązania kontraktu na System Skafandrów Kosmicznych Constellation z Oceaneering International, Inc. z Houston dla pożytku rządu. Później, 2 marca 2009 NASA ogłosiła: "NASA przyznała tymczasowe umowy Oceaneering International Inc. z Houston na rozpoczęcie projektowania, rozwoju i produkcji nowego systemu skafandrów kosmicznych Programu Constellation. Nowy kontrakt ustanowił współpracę z Hamilton Sundstrand/ILC Dover."
Anulowanie programu Constellation sprawiło jednak, że status skafandrów stał się niepewny.

## Galeria

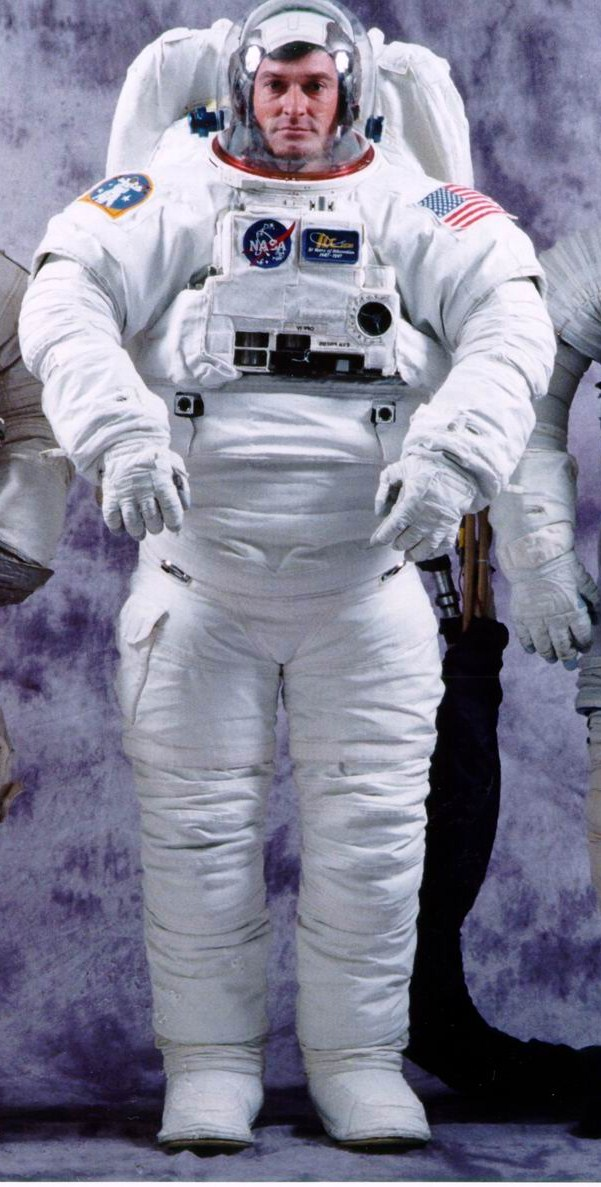
EMU bez osłony przeciwsłonecznej
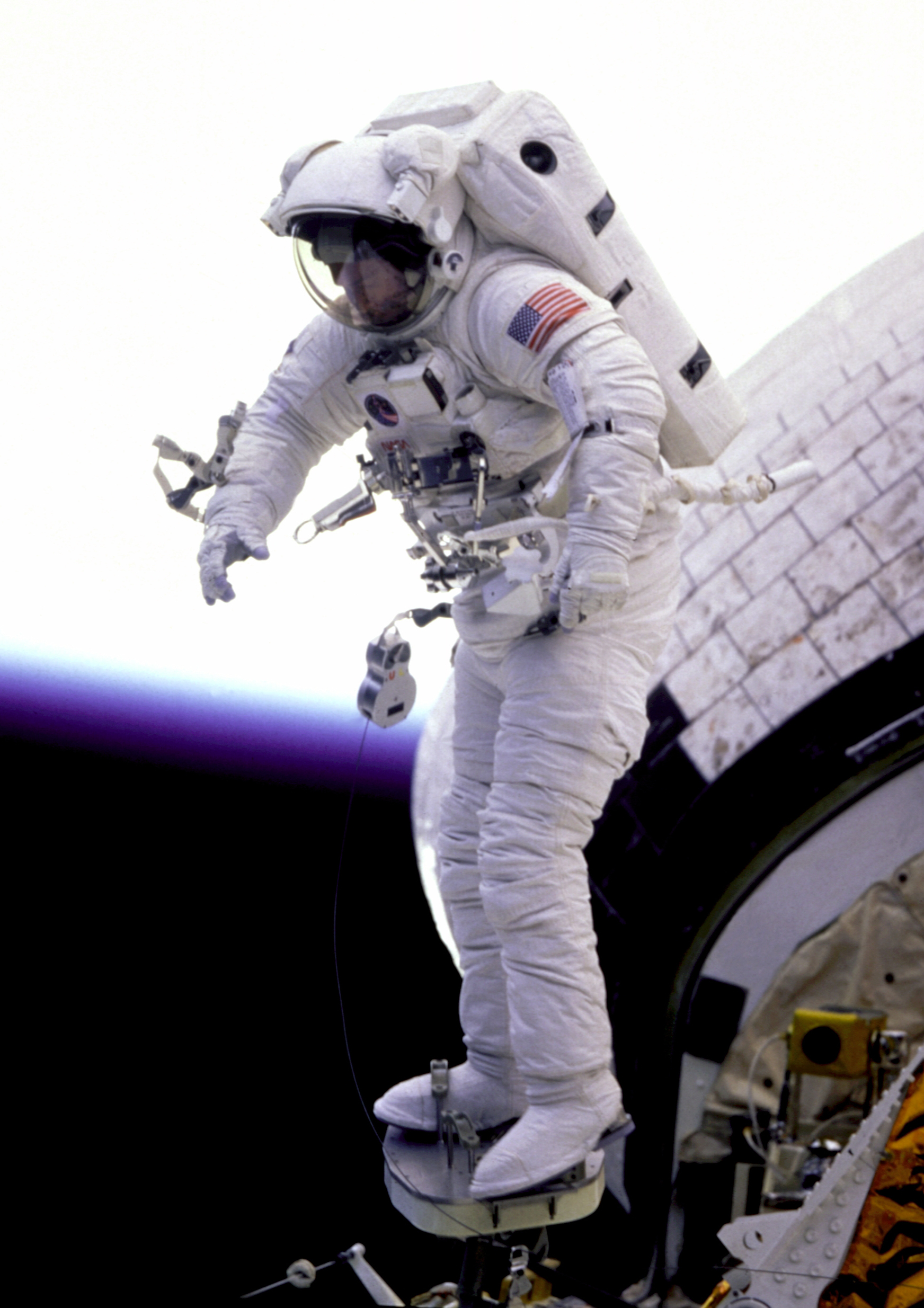
EMU bez kamery telewizyjnej i SAFER'a